# Formica puberula
Formica puberula es una especie de hormiga del género Formica, familia Formicidae. Fue descrita científicamente por Emery en 1893.
Se distribuye por Canadá y los Estados Unidos. Se ha encontrado a elevaciones de hasta 3270 metros. Vive en microhábitats como rocas, piedras, madera muerta, hierba, nidos, troncos y forraje.